# Dorfkirche Kemnitz (Pritzwalk)

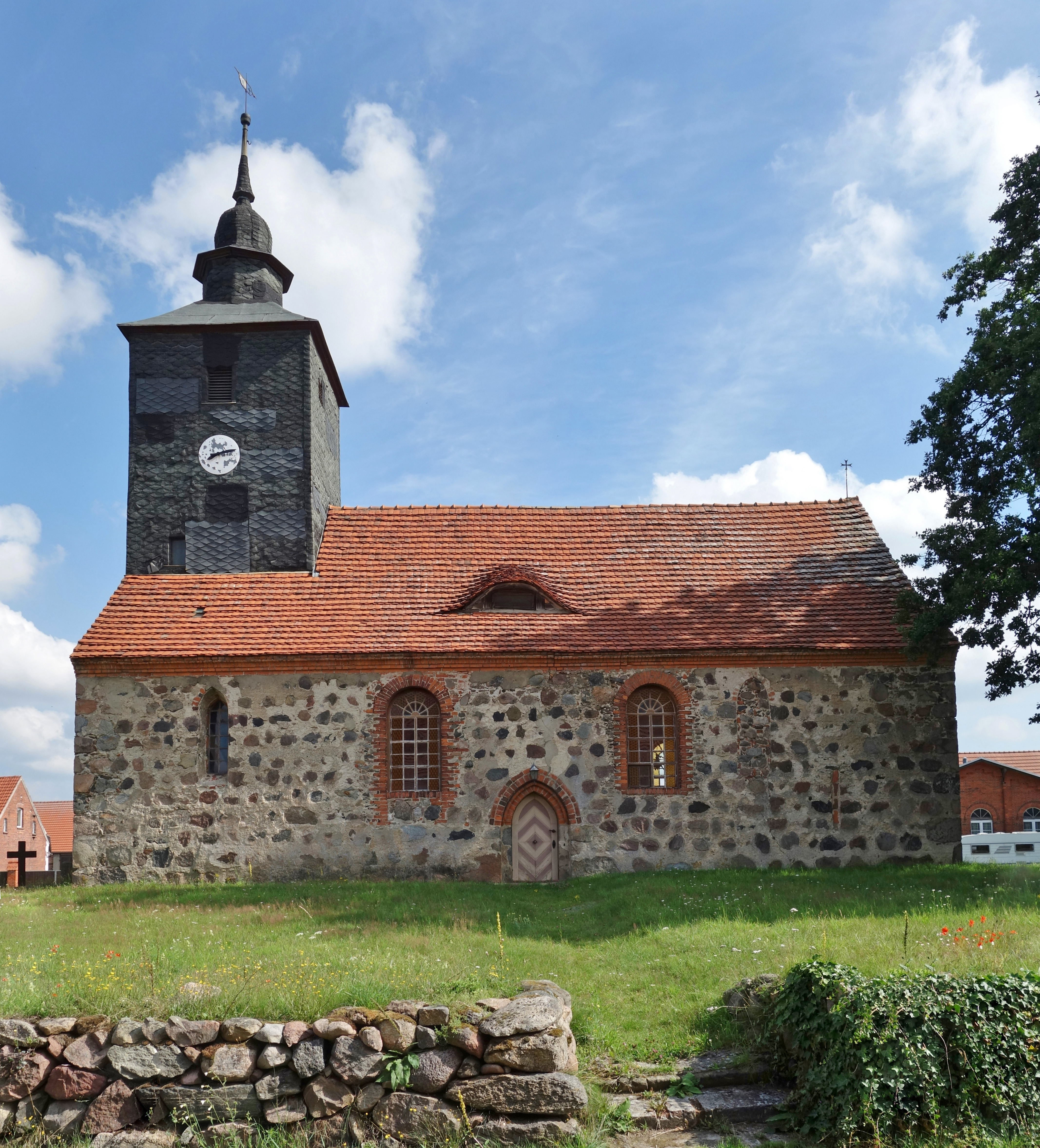
Dorfkirche Kemnitz

Die evangelische, denkmalgeschützte Dorfkirche Kemnitz steht in Kemnitz, einem Ortsteil der Stadt Pritzwalk im Landkreis Prignitz in Brandenburg. Die Kirche gehört zum Pfarrsprengel Heiligengrabe im Kirchenkreis Prignitz der Evangelischen Kirche Berlin-Brandenburg-schlesische Oberlausitz.

## Beschreibung
Die Feldsteinkirche wurde in der Mitte des 14. Jahrhunderts gebaut. Aus dem Satteldach ihres Langhauses erhebt sich ein den Glockenstuhl und die Turmuhr beherbergender quadratischer Dachturm, der mit einer barocken, geschweiften Haube bedeckt ist. Der Dachturm besteht aus schiefergedecktem Holzfachwerk, seine Westwand wurde einheitlich mit dem Giebel aus Feldsteinen gemauert. Die Gewände der Portale und Fenster sind überwiegend in Backstein ausgeführt.
Der Innenraum war ursprünglich mit einem hölzernen Tonnengewölbe überspannt, das später durch eine Flachdecke ersetzt wurde. Zur Kirchenausstattung gehört ein barocker Altar, mit einer Darstellung des Abendmahls auf dem von Säulen flankierten Altarretabel. Die Orgel mit sieben Registern auf einem Manual und Pedal wurde 1892 von Friedrich Hermann Lütkemüller gebaut, 1942 erweitert und zuletzt 2010 instand gesetzt.